# Pężyrka
Pężyrka – staropolskie imię żeńskie, złożone z członów Pęci- ("droga, wędrówka") i -żyr-ka ("pokarm, czynność jedzenia, życie"). Mogło oznaczać "tę, która idzie drogą życia".